# استان کادیس
کادیس (به اسپانیایی: Cádiz)   (در متون اسلامی: قادص) استانی در جنوب اسپانیا، در جنوب غرب بخش خودمختار اندلس است.

## جغرافیا
این استان هم‌مرز با استان‌های هوئلبا، سبیا، مالاگا، دریای مدیترانه، اقیانوس اطلس، تنگه جبل‌طارق و قلمرو فرادریایی جبل‌طارق است. 
مرکز استان شهر کادیس است. 

## جمعیت و مساحت
۱٬۱۹۴٬۰۶۲ نفر در کادیس زندگی می‌کنند که از این میان نیمی در همسایگی خلیج کادیس ساکن هستند. 
مساحت آن ۷٬۴۴۲ کیلومتر است.
این استان ۴۴ دهستان دارد.

## زیربخشهای سنتی یا سیاسی
این استان دربردارنده ۴۴ دهستان است. غیر از مرکز استان شهرهای مهم دیگر آن خِرِس و آلخسیراس، که توسط مسلمانان ساخته شدند، هستند.

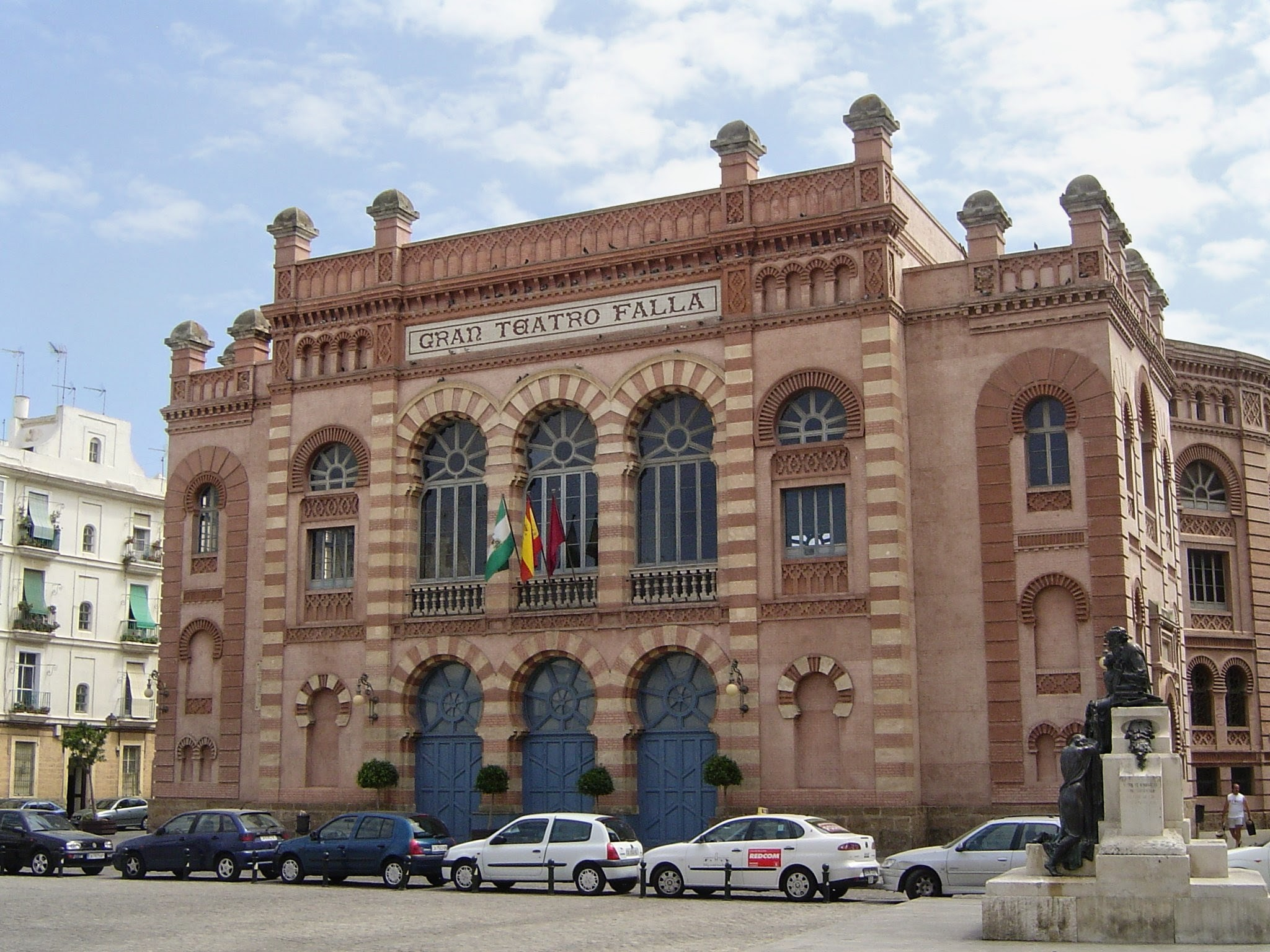
تئاتر بزرگ فالا
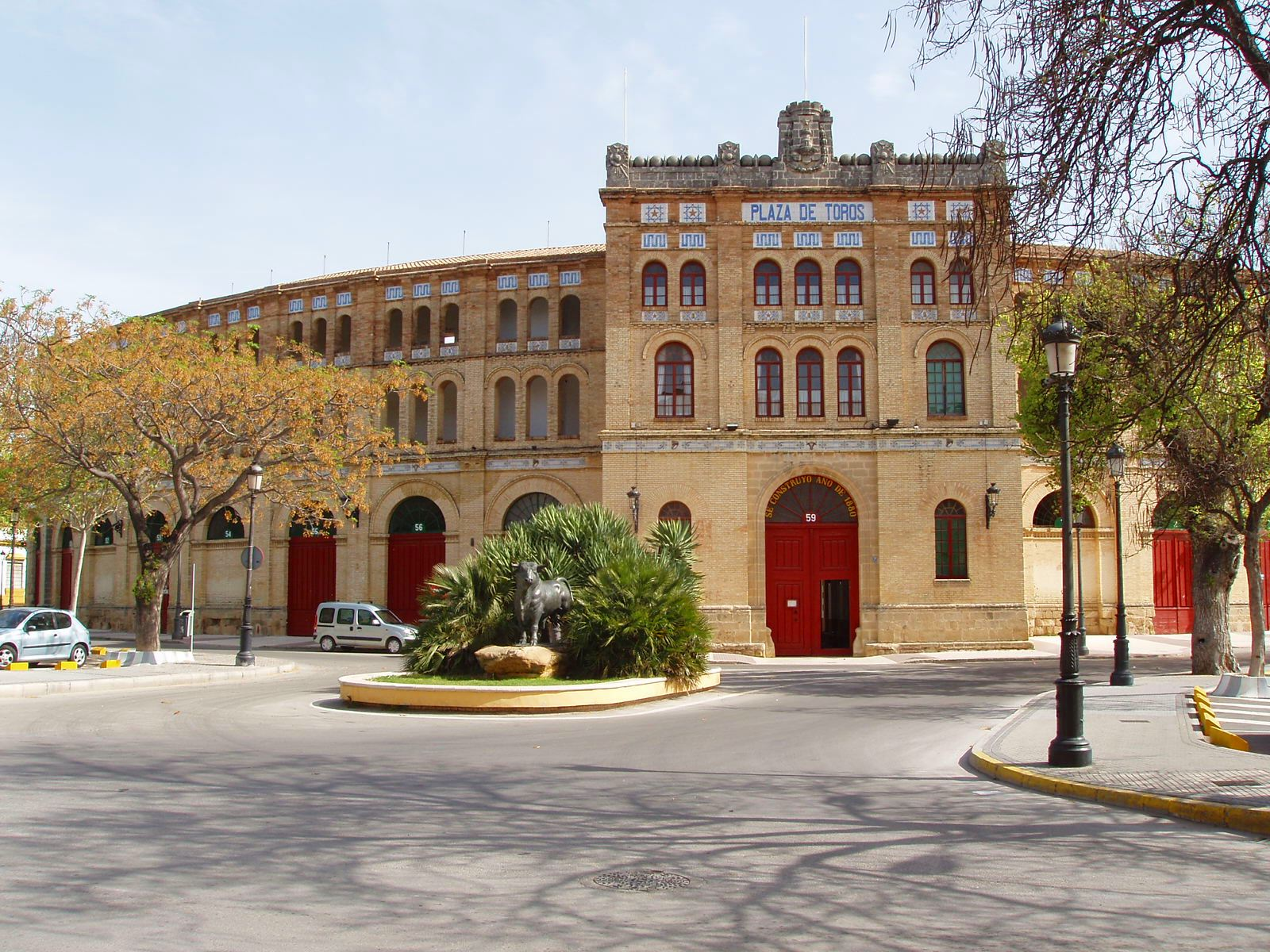
میدان گاوبازی در الپوئرتو
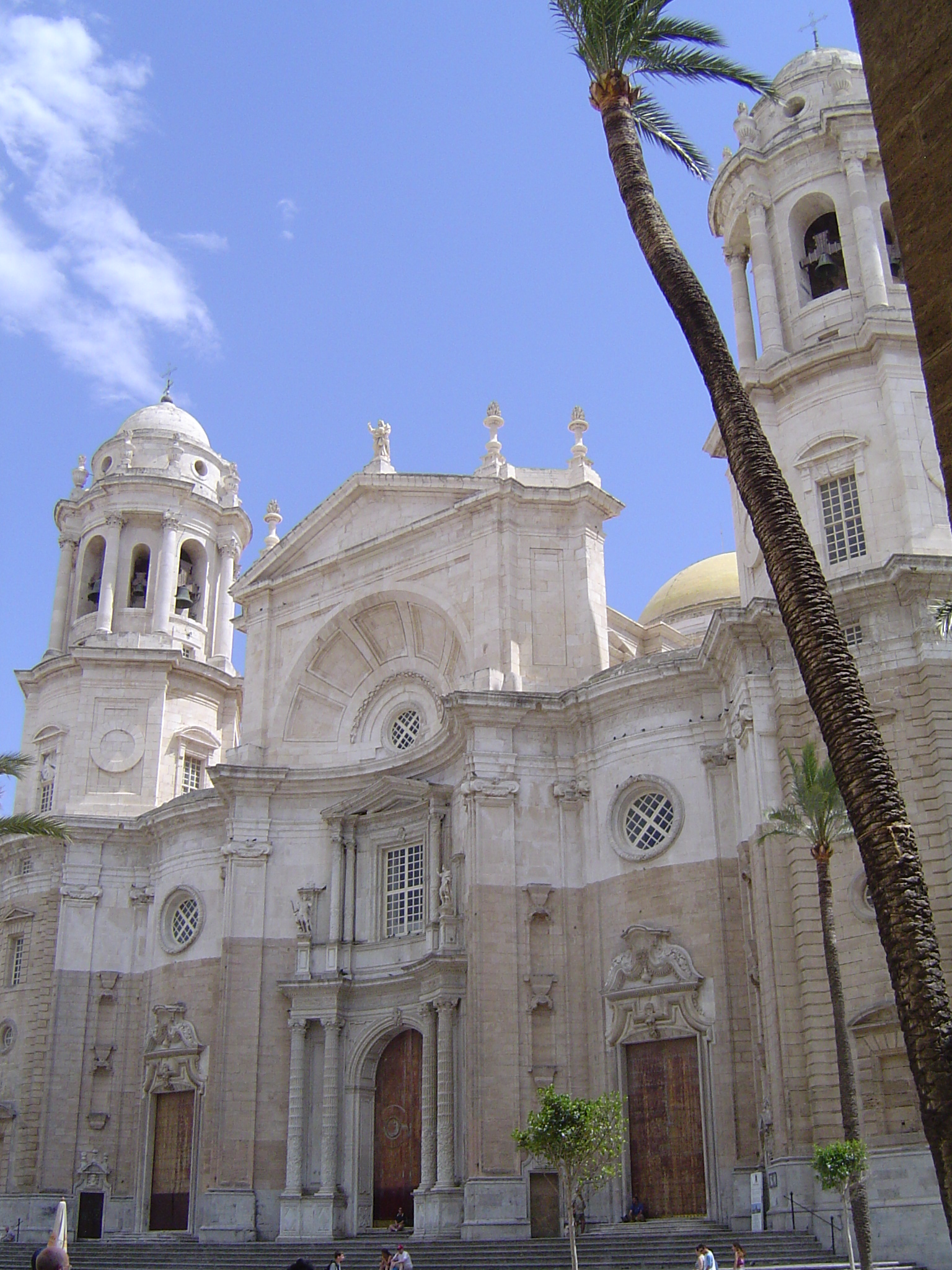
کلیسای جامع کادیس

## اقتصاد
صنعت بزرگ استان گردشگری از شهرهای دیگر غیرساحلی اسپانیا و نیز آلمان و انگلیس است.
در گذشته صنعت کشتی‌سازی آن در جهان معروف بود، اما اکنون به دلیل آمدن رقبایی مانند کره جنوبی و چین، این صنعت در بحران قرار گرفته است. در این استان صنعت مشروب‌سازی نیز فعال است. همچنین کارخانه‌های ایرباس و دلفی نیز در آن شعبه دارند.
| شماره | فعالیت‌های عمده                          | جی‌دی‌پی ٪ |
| ----- | --------------------------------------- | -------- |
| ۱     | کشاورزی، دامداری و ماهیگیری             | ۴٪       |
| ۲     | صنعت (انرژی، صنعت و ساخت و ساز)         | ۲۸٪      |
| ۳     | خدمات (گردشگری، هتلداری و مدیریت عمومی) | ۶۷٪      |

## گردشگری
استان کادیس کیلومترها ساحل دارد و بیشترین پرچم‌های آبی در بین همه استان‌های ساحلی اروپا. برخی از این ساحل‌ها نسبتاً وحشی هستند و از بخش‌های شهری دور هستند. این یکی از جاذبه‌های گردشگری ساحلی استان در برابر سایر نقاط شلوغ مدیترانه است. ساحل تاریفا ویژه موج‌سواران است و در طول سال به دلیل نزدیکی به تنگه جبل‌طارق باد خوبی در آن می‌وزد.